# Tyrannochthonius japonicus japonicus
Tyrannochthonius japonicus japonicus es una subespecie de arácnido  del orden Pseudoscorpionida de la familia Chthoniidae.

## Distribución geográfica
Se encuentra en Japón y Taiwán.